# Aino Hakulinen
Aino Tuulikki Hakulinen, Szabó Aladárné (Eno, Finnország, 1906. május 15. – Helsinki, 1995. december 11.) festőművész

## Élete
Hakulinen Aiko Helsinkiben iparművészeti szakközépiskolában érettségizett, majd ezt követően a Képzőművészeti Főiskolán szerzett rajztanári és festőművész diplomát. 1932-ben volt az első önálló tárlata Helsinkiben. Párizsban, festészetet tanult az Académie Colarossiban. A finn Söderstomn könyvkiadó illusztrátorként dolgozott. Az 1930-as évek közepén New Yorkban is kiállított, 1934-ben lett a felesége Szabó Aladárnak, akivel 1941-ig Pécsett éltek. Itt helyi tárlatokon állított ki. 1942-ben Szegedre költöztek  itt még abban az évben kiállítása volt a szegedi múzeumban. 
A Móra Ferenc Múzeum gyűjteményében  több képe van. Férje 1978-as halála után Aino rövid időre az Egyesült Államokba költözött, majd 1984-ben visszatért Finnországba. 1995-ben hunyt el Helsinkiben. Egy 1930-ban Finnországban készült olajfestménye - Sinebrychov parkja - ma is a budapesti Finn Nagykövetség falát díszíti.